# NGC 6247
NGC 6247 est une galaxie particulière située dans la constellation du Dragon. Sa vitesse par rapport au fond diffus cosmologique est de 4 467 ± 2 km/s, ce qui correspond à une distance de Hubble de 65,9 ± 4,6 Mpc (∼215 millions d'al). NGC 6247 a été découverte par l'astronome prussien Heinrich Louis d'Arrest en 1862.
NGC 6247 présente une large raie HI. Selon la base de données Simbad, NGC 6247 est une radiogalaxie. En raison d'une brillance de surface égale à 11,59 mag/am2, on peut qualifier NGC 6247 de galaxie présentant une brillance de surface élevée.